# 塞尔瓦港
塞尔瓦港（西班牙語：Puerto de la Selva），是西班牙加泰罗尼亚赫罗纳省的一个市镇，位于地中海海滨。总面积42平方公里，总人口990人（2013年），人口密度24人/平方公里。